# Tatort: Wenn Frauen Austern essen
Wenn Frauen Austern essen ist ein Fernsehfilm aus der Krimireihe Tatort. Der vom Bayerischen Rundfunk unter der Regie von Klaus Emmerich produzierte Beitrag wurde am 12. Oktober 2003 als 35. Fall des Münchner Ermittlerteams Batic und Leitmayr im Ersten Programm der ARD zum ersten Mal ausgestrahlt.

## Handlung
Die erfolgreiche Literaturagentin Ira Kusmansky hat acht der größten Starautorinnen ihrer Literatur-Agentur zu einem exquisiten Austernessen eingeladen. In dem luxuriösen Haus sind Buchautorinnen der verschiedensten Genres erschienen, die im Laufe des Abends übereinander herziehen. So bemerken sie kaum, dass sich die Frauenrechtsexpertin Anna Stahlberg-Zeulig zurückzieht, da ihr sichtlich unwohl ist. Während die Damenschar munter feiert, erscheinen die Kommissare Batic und Leitmayr. Stahlberg-Zeulig hatte in Todesangst die Polizei angerufen, die sie nun tatsächlich tot in einem Nebenzimmer vorfindet. Die Hausherrin ist erschüttert, allerdings mehr darüber, dass die Polizei ihre Feier stört, als dass eine ihrer Autorinnen, dazu eine zurzeit nicht sehr erfolgreiche, den Tod gefunden hat. Die Spurensicherung findet ein synthetisches Gift an einer der Austernschalen, was die gesamte Damenrunde in den Fokus der Ermittlungen rückt. Wie die Kommissare erfahren, plante Ira Kusmansky, einer ihrer Autorinnen einen lukrativen Vertrag mit einer zu erwartenden millionenschweren Gage zu vergeben. Dafür schied das Opfer jedoch von vornherein aus.
Die Befragung der Mutter des Opfers bringt einen Hinweis auf die Lektorin Barbara Gerhard, mit der Stahlberg-Zeulig angeblich nicht sonderlich gut auskam. Die zeigt sich erschrocken, als Batic ihr mitteilt, dass ihre Kollegin ermordet worden sei. Eine Feindschaft habe es zwischen ihnen nicht gegeben, was die Mutter des Opfers meine, liege jahrelang zurück, als sie in ihrer Jugend in denselben Mann verliebt waren. Bei der Befragung des Bedienungspersonals ist den Damen aufgefallen, dass die Kitschautorin Stefanie Kracht dem Opfer ständig neue Austern auf den Teller gelegt habe. Das leugnet diese allerdings und spricht ihrerseits wieder Verdächtigungen gegen Barbara Gerhard aus. Um einen besseren Einblick in die Charaktere der verdächtigen Autorinnen zu bekommen, lesen die Kommissare deren Bücher und besuchen Lesungen. Dabei stellen sie fest, dass einer der Kriminalromane von Roswitha Reimers sehr detailliert einen Mord beschreibt, der dem im Haus von Ira Kusmansky gleicht.
Kurz darauf wird die Moderatorin Susanne Trier ermordet. In einer ihrer Fernsehsendungen hatte sie die Autorin Ingrid Sanzara, die vor allem fröhliche Frauenbücher verfasst, vor laufender Kamera ziemlich bloßgestellt. Für die Ermittler stellt sich die Frage, wie viel Wut sich daraufhin in Sanzara aufgestaut haben könnte. Schließlich hätte der „Austernanschlag“ auch Susanne Trier gelten können und Stahlberg-Zeulig ist nur aus Versehen zum Opfer geworden. Der Versuch sie in Haft zu nehmen, scheitert an ihrem cleveren Anwalt. Als kurz darauf ein weiterer Mordanschlag auf eine der Autorinnen des Austernessens geschieht, halten die Kommissare es für möglich, dass alle Teilnehmerinnen des Abends in Gefahr sind. Sie laden zu einem Treffen ein, bei dem sich die verbliebenen Frauen einfinden. In einer Art Tribunal klagen die Ermittler eine nach der anderen an, da in ihren Augen jede einen Grund habe, ihre Konkurrentinnen auszuschalten. Das stärkste Motiv hatte aber die Science-Fiction-Autorin Laura Lord, in ihrem Geständnis klagt sie vor allem die Krimiautorin Roswitha Reimers an. Aus ihren Romanen hatte sie die Ideen zur Inszenierung der Morde.

## Rezeption

### Kritik
„Batic und Leitmayr lesen sich erst einmal in Frauenprosa ein. Eine leicht überkandidelte Attacke auf den Literaturbetrieb. [Fazit:] Satirische Mörderhatz, literarisch wertvoll.“

„‚Wenn Frauen Austern essen‘ ist ein artifizieller Krimi, ohne Action, aber mit viel Interesse für die Abgründe einer schillernden Oberfläche – die ironische Studie einer Kunstwelt, in der Männer, nun ja, nicht so wichtig sind.“

### Einschaltquoten
Die Erstausstrahlung von Wenn Frauen Austern essen am 12. Oktober 2003 wurde in Deutschland von 6,98 Millionen Zuschauern gesehen und erreichte einen Marktanteil von 25,5 % für Das Erste.
Am 21. Juni 2020 erreichte der Tatort Wenn Frauen Austern essen bei einer Wiederholung im Rahmen der Zuschauerwahl 50 Jahre „Tatort“ – Ihr Wunsch-„Tatort“ 6,35 Millionen Zuschauer und einen Marktanteil von 21,2 %.